# ヒメギミの作り方
『ヒメギミの作り方』（ヒメギミのつくりかた）は、和泉明日香による日本の漫画作品。漫画雑誌『LaLaDX』（白泉社）にて、2007年5月号から2008年9月号まで掲載された、少女漫画、ラブコメ作品。単行本は全2巻、全7話。
単行本第2巻には、読切作品『黒猫ガーディアン』（『LaLaDX』2007年7月号掲載）が収載されている。この作品は、『ヒメギミの作り方』の連載途中（第1話の後）に描かれたもので、アイドル活動をしている13歳の少年“久井青葉”が、彼のボディーガードとしてやってきた“黒瀬つかさ”に恋心を抱く、というお話。

## あらすじ
田中まりあ（16歳）は、彼女が10歳のときに母親を亡くし、身寄りもなく、アルバイトをしながら一人暮らしをしていたところ、ある日突然、ルーファスとユリの2人が現れ、まりあがエルバート王国の第一王女であると告げられる。最初は、“姫”としての修行を行うために、2人の執事・ルーファスとユリと共同生活を始めることになったが、次第に打ち解けあい、“家族”のような関係になっていく。

## 登場人物
田中まりあ（たなかまりあ）
本作の主人公。16歳の女子高生。10歳のときに母親を亡くし、身寄りもなかったが、実は、エルバート王国の第一王女であることが発覚する。“姫修行”のため、2人を執事ルーファスとユリと共同生活を開始する。母親から教えてもらった『笑顔』という強くなるおまじないをいつも心がけている。
ルーファス・ケリー
エルバート王国エルハルト王家執事。金髪でメガネをかけている。まりあをエルバート国王・クラリスと合わせるためにやってきた。そして、まりあの姫修行のため、共同生活を開始する。名前の由来は『水戸黄門』の助さん
ユリ・カークライ
エルバート王国エルハルト王家執事。黒髪で料理上手。ルーファスと同じく、まりあをエルバート国王・クラリスと合わせるためにやってきた。名前の由来は『水戸黄門』の格さん

## 書誌情報
- 和泉明日香 『ヒメギミの作り方』 白泉社〈花とゆめコミックス〉、全2巻
  1. 2008年5月10日発売、ISBN 978-4-592-18651-9
  2. 2008年11月10日発売、ISBN 978-4-592-18652-6